# Fred Norris (scénariste)
Fred Norris est un acteur et scénariste américain né le 9 juillet 1955 à Willimantic, Connecticut (États-Unis).

## Filmographie

### comme acteur

#### Cinéma
- 1997 : Parties intimes (Private Parts) : Fred Norris
- 1997 : The Hotel Manor Inn : Pete
- 1998 : Lulu on the Bridge : German Thug
- 1999 : Cold Hearts : Uncle Joe
- 1999 : Sexe intentions (Cruel Intentions) : Meter Maid
- 1999 : Two Ninas : Eurotrash
- 2000 : Everything's Jake
- 2000 : Believe (court-métrage) : The Mustached Man
- 2005 : 5up 2down : Jim

#### Télévision
- 2013 : New York, unité spéciale : Leon (saison 14, épisode 12)

### comme scénariste
- 1987 : The Howard Stern Show (TV)
- 1992 : Howard Stern's Butt Bongo Fiesta (vidéo)
- 1994 : Miss Howard Stern's New Year's Eve Pageant (vidéo)
- 1998 : Howard Stern ("The Howard Stern Radio Show") (radio)